# トゥンヤイ-フワイ・カーケン野生生物保護区
トゥンヤイ-フワイ・カーケン野生生物保護区（トゥンヤイ-フワイ・カーケンやせいせいぶつほごく）はタイ中部にある二つの野生動物保護区（トゥンヤイ・ナレースワン野生生物保護区およびフワイ・カーケン野生生物保護区）を合わせた地域の総称で、ユネスコの世界遺産（自然遺産）に登録されている。

## 概要
手つかずの自然が広範囲で残っていることが評価され、世界遺産への登録が1991年4月になされた。以下の二つのタイ政府に指定された野生動物保護区からなる。管理者は農業共同省と王室森林局である。この地域への一般人の立ち入りは堅く禁じられているため、観光は出来ないとされていたが、入域は可能である。近隣にも幾つかの立ち入り可能な国立公園が存在し、この地域の自然を体感することが出来る。
一帯には山地、サバナや河畔林などの森林、河川、塩なめ場、湿地、シンクホールが多く、ゾウやトラなどの大型哺乳類、大型鳥類および陸生脊椎動物が生息している。中国・ヒマラヤ山脈、スンダランド、インド・ビルマなどの地域の種が混ざり合うため、生物多様性が非常に高い。

## 登録経緯
この二つの野生動物保護区は、まずはじめにトゥンヤイ・ナレースワン野生動物保護区が1972年に、仏暦2503年野生動物保護法（1960年）のもとタイ政府によって野生動物保護区登録され、フワイカーケーン野生動物保護区が1974年野生動物保護区登録された。その後、この2つの地域を世界遺産に推薦する動きがあり、1991年4月、トゥンヤイ-フワイ・カーケン野生生物保護区として正式に世界遺産に登録された。

## 登録基準
この世界遺産は世界遺産登録基準のうち、以下の条件を満たし、登録された（以下の基準は世界遺産センター公表の登録基準からの翻訳、引用である）。
- (7) ひときわすぐれた自然美及び美的な重要性をもつ最高の自然現象または地域を含むもの。
- (9) 陸上、淡水、沿岸および海洋生態系と動植物群集の進化と発達において進行しつつある重要な生態学的、生物学的プロセスを示す顕著な見本であるもの。
- (10) 生物多様性の本来的保全にとって、もっとも重要かつ意義深い自然生息地を含んでいるもの。これには科学上または保全上の観点から、すぐれて普遍的価値を持つ絶滅の恐れのある種の生息地などが含まれる。

これに対し、ユネスコは以下のようなコメントをつけている（要旨）。地理的に起伏にとむ美的で広大な領域が大きく残されている(7)。東南アジア独特の生物の生態系を広大な範囲で非常に良い状態で残されている顕著な例(9)。国際的に絶滅に瀕しているとされる種が28存在し（登録時）、その他にも数多くの動物が棲み、その多様性が希である(10)。

## 登録された野生保護区の一覧
- トゥンヤイ・ナレースワン野生生物保護区・・・3,200km²
- フワイ・カーケン野生生物保護区・・・2,570km²